# Hà Toàn Hạo
Hà Toàn Hạo (chữ Hán: 何全皞, bính âm: He Quanhao, 839 - 870), là Tiết độ sứ Ngụy Bác dưới thời nhà Đường trong lịch sử Trung Quốc, cai trị bán độc lập với chính quyền trung ương.
Hà Toàn Hạo chào đời năm 839 dưới triều vua Văn Tông nhà Đường. Ông là con trai trưởng của tiền tiết độ sứ Hà Hoằng Kính. Gia tộc họ Hà kể từ ông nội của ông là Hà Tiến Thao giết Sử Hiến Thành năm 829, đã nắm được quyền kiểm soát lục châu của Ngụy Bác.
Năm 866, phụ thân Hà Hoằng Kính qua đời, Hà Toàn Hạo được tướng sĩ ủng hộ lên nắm quyền cai quản đất Ngụy. Triều đình nhà Đường đồng thuận, phong cho ông làm Tiết độ lưu hậu và năm sau, 867, ông chính thức được phong làm Tiết độ sứ Ngụy Bác.
Năm 868, Bàng Huân nổi dậy ở Từ châu. Triều đình nhà Đường chia quân đánh dẹp từ ba hướng, trong đó cánh quân phía bắc nằm dưới sự chỉ huy của Thần Vũ tướng quân Vương Yến Quyền và sau đó là Tiết độ sứ Thái Ninh Tào Tường. Về phần mình, Hà Toàn Hạo cũng sai tướng Tiết Vưu đem quân đến giúp đánh Bàng Huân. Quân Ngụy bao vây trại của giặc ở huyện Phong. Vào mùa hạ năm 869, Bàng Huân đánh bất ngờ vào lực lượng quân Ngụy Bác ở đó, giết được khoảng 2000 người, quân Ngụy thảm bại và phải chạy khỏi huyện Phong. Tuy nhiên cuối cùng triều đình nhà Đường cũng diệt được Bàng Huân. Hà Toàn Hạo tuy ra quân thất lợi nhưng cũng được xét công phong làm Tư không, Đồng trung thư môn hạ bình chương sự.
Hà Toàn Hạo tuổi nhỏ nhưng tàn nhẫn khắc nghiệt, thích giết người làm vui, lại dùng xử tử hay đánh đập tàn nhẫn tội nhân kể cả những người chưa trưởng thành, quân sĩ lấy làm bất bằng. Năm 870, quân sĩ nghe được tin Toàn Hạo có ý cắt giảm chi phí ăn uống và quân phục của họ, bèn liên thủ làm phản. Toàn Hạo được tin, nhảy lên ngựa bỏ trốn, quân sĩ đuổi theo, bắt được và giết ông. Đại tướng Hàn Quân Hùng được tôn làm lưu hậu, đổi tên là Hàn Doãn Trung. Họ Hà cai trị Ngụy Bác được 51 năm qua 3 đời.